# Jean Dissandes-Monlevade
Jean Dissandes-Monlevade est un homme politique français né en 1760 à Guéret (Creuse) et mort en 1812 à Saint-Sulpice-le-Guérétois.

## Biographie
Homme de loi à Guéret, il est élu député de la Creuse au Conseil des Cinq-Cents le 22 vendémiaire an IV. Rallié au coup d'État du 18 Brumaire, il est nommé juge au tribunal criminel de la Creuse en 1800.

## Sources
- « Jean Dissandes-Monlevade », dans Adolphe Robert et Gaston Cougny, Dictionnaire des parlementaires français, Edgar Bourloton, 1889-1891 [détail de l’édition]